# 全家福神奇世界
《12全家福的神奇世界》是由上海开圆信息开发有限公司制作的卡通片，由陈福博士做总策划，以十二生肖为角色，展开的一系列故事。于1999年12月在新加坡的国际影展上参展。于2000年的8月21日在中央电视台播出，续篇《12全家福网络世界历险》以现代高科技网络时代为背景。共13集。

## 人物
心奇鼠
大力牛
威力虎
精灵兔
大飞龙
吉利蛇
活力马
乖乖羊
调皮猴
古古鸡
爱心狗
快乐猪
1. ↑  新浪游戏. . 新浪网. 2000年8月11日  [2023-02-08] （中文（中国大陆））.[]
2. ↑  火云邪神百晓生. [baijiahao.baidu.com/s?id=1743587004514678271&wfr=spider&for=pc ] 请检查|url=值 (帮助). 百度. 2022-09-10  [2023-02-08] （中文（中国大陆））.
3. ↑  火云邪神百晓生. . 百度. 2022年9月10日  [2023-02-08] （中文（中国大陆））.